# Aicurzio
Aicurzio es un pueblo italiano, situada en la Provincia de Monza y Brianza (Lombardía).
Tiene 2.012 habitantes (censo de 2004). 

## Evolución demográfica
| Gráfica de evolución demográfica de Aicurzio entre 1861 y 2001 |
|                                                                |
| Fuente ISTAT - elaboración gráfica de Wikipedia                |

- Datos: Q40635
- Multimedia: Aicurzio / Q40635

1. ↑  Worldpostalcodes.org, código postal n.º 20886.
2. ↑  «Codici Catastali». Comuni-italiani.it (en italiano). Consultado el 29 de abril de 2017.